# Кристофер Муді

## Біографія
Крістофер Муді був піратом, який діяв в період золотого віку піратства в XVIII століття. Його точна дата народження і місце залишаються невідомими, але він ймовірно був англійцем, адже більшість його діяльності припала на Карибське море та Атлантичний океан. Муді почав свою кар'єру пірата в середині 1710-х років і став відомим завдяки своєму суворому та безкомпромісному підходу до піратства.
Його діяльність проходила в епоху, коли піратство було на піку. Спочатку Муді був частиною екіпажу відомого пірата Барта Робертса, з яким він брав участь у численних нападах на торгові судна. Проте його жорстокість і непокірність привели до того, що його вигнали з команди Робертса. Це не зупинило Муді, і він швидко сформував свій власний екіпаж, здобувши репутацію жорстокого і безжального пірата.
Його корабель часто ховався в Карибських водах, нападаючи на англійські, іспанські і французькі торгові судна, що перетинали ці води. Муді був відомий своєю тактикою атак — він застосовував червоний прапор, на якому був зображений череп і кістки, що символізувало «жодної пощади» для жертв. Це був його знак, що відразу повідомляв, що ті, хто не здається, будуть знищені без милосердя.
Історики описують його як людину, яка не робила жодних спроб до переговорів або милосердя, що дозволяло йому залишити дуже зловісний слід в історії піратства. Його червоний прапор став символом смерті та немилосердя, що ще більше підсилювало його репутацію серед інших піратів і колоніальних військ.
Муді продовжував своє піратство до 1722 року, коли його захопили Військово-морські сили Великої Британії. Після затримання його стратили — ймовірно, через Повішення, хоча точних документальних підтверджень цієї події немає. Незважаючи на те, що його життя і кар'єра були відносно короткими, він залишив значний слід в історії піратства, особливо через свою жорстокість та безжальність.
Муді вважається одним з піратів, чий прапор був найбільш знаковим для того часу. Його історія є частиною широкої легенди про піратів Карибського моря і стала однією з основних тем для численних книг і фільмів про піратство.

## Прапор

Прапор Кристофера Муді

Прапор Крістофера Муді мав особливий і жорстокий символізм, який став попередженням для його жертв. Прапор був Червоний, що відрізняло його від звичайного чорного піратського прапора. Червоний колір у піратській традиції мав особливе значення — він вказував на відсутність пощади. Такий прапор використовували, щоб показати, що не буде жодного милосердя, і ті, хто опиняться під його прапором, не можуть розраховувати на збереження життя.